# Saw (cortometraje de 2003)
Saw es un cortometraje de terror australiano de 2003, dirigido por James Wan, y escrito por Leigh Whannell, quien también lo protagonizó. Fue originalmente usado para armar un guion para una película completa, Saw, para varios estudios y actores. La película fue finalmente hecha en el 2004. En Internet el corto ha sido referenciado como "Saw 0.5".
El corto después se convirtió en una escena en Saw, con Shawnee Smith como Amanda Young usando la trampa en lugar de David. El corto original puede ser visto en el segundo disco de Saw: Uncut Edition.

## Argumento
El corto nos cuenta la historia de David: un conserje fumador de Hospital que pensaba que la vida estaba sobrevalorada. Luego, interrogado por un policía, Elías le cuenta una historia en la que él fue secuestrado: se nos muestra un flashback de la historia contada por David en la cual él un día se dirigió al ascensor, pero una enfermera le dice que deje de fumar ya que lo podría llegar a matar, pero David no le hace caso y llega al ascensor. Mientras el ascensor no llegaba, una persona misteriosa noquea y secuestra a David. Más tarde, despierta en una habitación sentado en una silla con las manos atadas y con una trampa en la mandíbula. Enfrente de él un televisor se enciende y le dice que será puesto a prueba y que la trampa que tenía está sujeta a su mandíbula inferior y superior y que cuando el cronómetro llegase a cero ''sonreiría para siempre''. También le comenta que la llave para quitarse el aparato está dentro del estómago de su compañero muerto. David se acerca al supuesto cadáver, el cual abre los ojos demostrando que está vivo pero paralizado, sin embargo David agarra un cuchillo matándolo para conseguir la llave y se libera, frente a él en un triciclo se acerca con un muñeco y le da las felicitaciones. David se va y le dice todo al policía, el cual le pregunta si está agradecido de vivir. Después de eso salen los créditos finales donde suena la canción "Hello, Zepp".

## Reparto
- Leigh Whannell como David
- Paul Moder como policía
- Katrina Mathers como enfermera
- Dean Francis como víctima paralizada

## Música
- «Hello Zepp», una melodía que se ha convertido en el tema principal de las películas de Saw, se puede escuchar cuando se muestran los créditos. Es la primera aparición de la pieza.[2]